# 鉄道軌道整備法
鉄道軌道整備法（てつどうきどうせいびほう、昭和28年8月5日法律第169号）は、鉄道事業（軌道業を含む）に対する特別な助成措置を講じて鉄道の整備を図ることに関する日本の法律である。
法令番号は昭和28年法律第169号、1953年（昭和28年）8月5日に公布。所管省庁は国土交通省。

## 助成対象の鉄道
第3条第1項各号により、次のとおり規定されている。
1. 天然資源の開発その他産業の振興上特に重要な新線
2. 産業の維持振興上特に重要な鉄道であって、運輸の確保又は災害の防止のため大規模な改良を必要とするもの
3. 設備の維持が困難なため老朽化した鉄道であって、その運輸が継続されなければ国民生活に著しい障害を生ずるおそれのあるもの
4. 洪水、地震その他の異常な天然現象により大規模の災害を受けた鉄道であって、速やかに災害復旧事業を施行してその運輸を確保しなければ国民生活に著しい障害を生ずるおそれのあるもの
5. 鉄道事業者がその資力のみによっては災害復旧事業を施行することが著しく困難であると認めるときのほか、鉄道の災害復旧事業が激甚災害等に係るものであること等一定の要件に該当するとき

## 対象外の鉄道
附則第2項により、新幹線、主要幹線鉄道、都市鉄道については、当分の間、天然資源の開発その他産業の振興上特に重要な新線助成の対象外とされている。